# Виллар, Поль Ульриш
Поль Ульри́ш Вилла́р (правильнее Вийяр, фр. Paul Ulrich Villard, 1860 — 1934) — французский физик и химик. В 1900 году при изучении радиоактивности открыл гамма-лучи. Член Парижской академии (1908).

## Биография и научная деятельность
В 1881 году окончил Высшую Нормальную школу в Париже, далее преподавал в различных лицеях и работал в химической лаборатории при Нормальной школе. При изучении поведения материалов при высоком давлении открыл гидрат аргона.
С 1896 года занялся изучением радиоактивности. Поставив свинцовый экран на пути радиации, он блокировал альфа-лучи (уже известные к тому времени), после чего в 1900 году выяснил, что оставшаяся радиация состоит из двух частей: одна отклоняется магнитным полем (эта компонента также была уже известна как бета-лучи), другая — не отклоняется. Тем самым он открыл гамма-лучи (название в 1903 году предложил Резерфорд). 
В 1899 году обратил внимание на явление, получившее название явление Вийяра — образование на фотоматериале, предварительно подвергнутом действию рентгеновских лучей, обращенного фотографического изображения под действием обычного видимого света; явление проявляется в области почернений с большой плотностью.
В дальнейшем Виллар много занимался созданием средств дозиметрии и первым (1908) предложил для количественной оценки излучения использовать ионизационную камеру.

## Основные труды
- “Sur les rayons cathodiques.” Comptes rendus de l’Académie des sciences, 126 (1898), 1339-1341, 1564-1566; 127 (1898), 173–175; 130 (1900), 1614-1616;
- “Sur la réflexion et la réfraction des rayons cathodiques et des rayons déviables du radium,” ibid., 130 (1900), 1010-1012
- “Sur le rayonnement du radium,” ibid., 1178-1179; and “Sur l’aurore boréale,’ ibid., 142 (1906), 1330-1333; 143 (1906), 143–145.